# 페이돈
페이돈(그리스어: Φείδων)은 기원전 7세기 고대 그리스 아르고스의 왕이다. 페이돈은 서로 독립적인 권력을 지니고 있었던 아르고스 동맹의 도시들을 그의 지배 하에 두었다. 에포로스에 따르면, 그는 “조각났던 테메노스의 유산을 재통합시켰다.”
 본 문서에는 현재 퍼블릭 도메인에 속한 브리태니커 백과사전 제11판의 내용을 기초로 작성된 내용이 포함되어 있습니다.